# Station Verrès
Station Verrès is een spoorwegstation van de spoorlijn Chivasso-Ivrea-Aosta, gelegen in de gemeente Verrès (Aostadal-Italië). Het station werd zoals de spoorlijn in 1886 geopend.
In 1940 kreeg het onder druk van Italiaanse nationalisten, de nieuwe naam "Castel Verres". Dit werd in 1946 onder Franse druk teruggedraaid.